# 대한민국의 포털 사이트
이 문서는 대한민국의 포털 사이트에 대해서 설명하는 문서이다.

## 역사

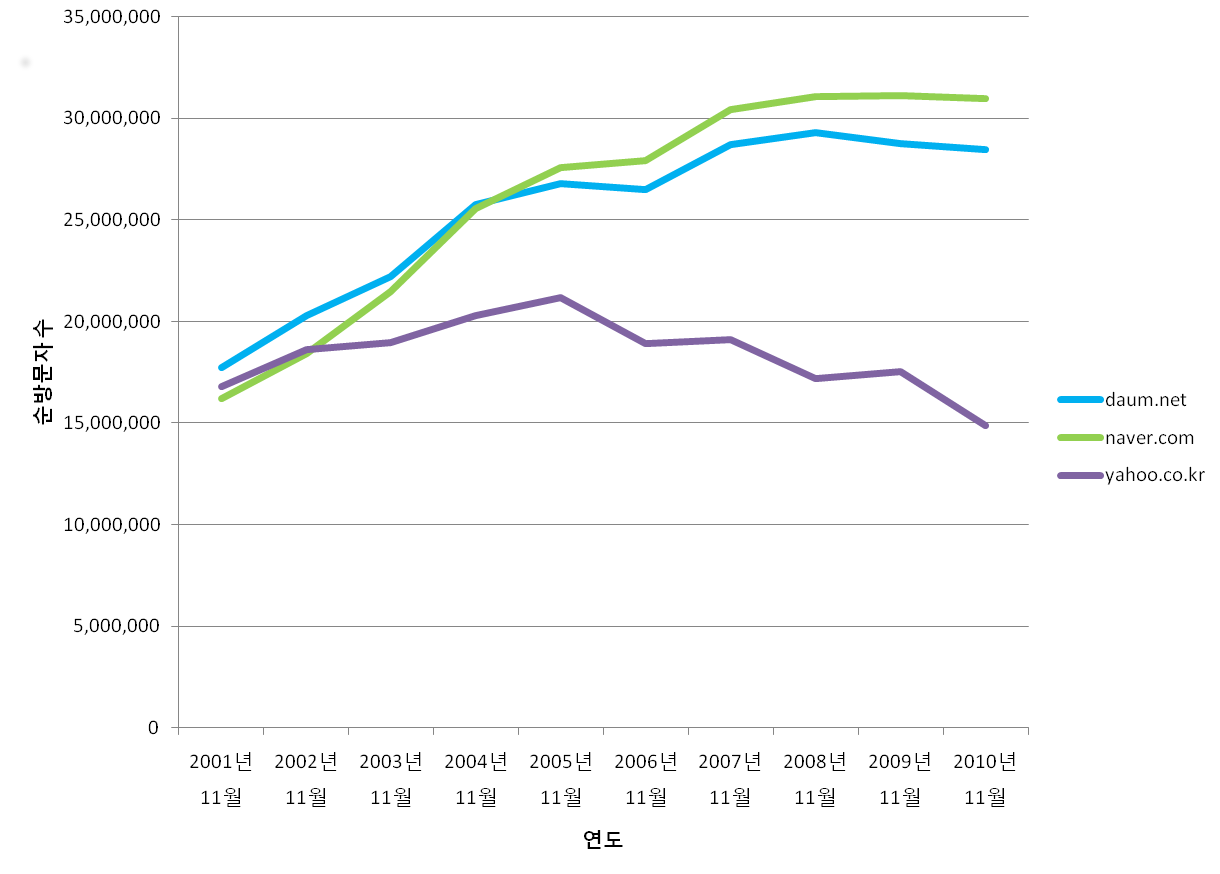
네이버, 다음, 야후 코리아의 순방문자 수 추이 그래프 (코리안 클릭)

1997년 야후! 코리아가 포털 사이트 서비스를 시작하였고, 같은 해에 다음 커뮤니케이션이 무료 웹메일 서비스인 한메일의 서비스를 개시하였다. 1999년 5월에 다음 커뮤니케이션은 온라인 커뮤니티 서비스인 다음 카페를 시작하였고, 6월에 NHN의 전신인 네이버컴이 검색 포털 사이트인 네이버를 오픈하였으며, 7월에 다음 커뮤니케이션이 한메일을 포털 사이트 다음과 통합하였다. 드림위즈와 엠파스도 1999년에 개설되었다. 2001년에는 SK커뮤니케이션즈가 네이트를 오픈한 다음 2002년 11월 SK텔레콤이 운영하던 PC 통신 서비스인 넷츠고를, 12월 라이코스 코리아를 네이트에 통합시켰다. 한편 1999년에 개설된 프리챌은 2001년 시작한 커뮤니티 서비스로 1000만 명 정도의 회원을 모집하는 데에 성공하였으나 2002년 무리하게 서비스를 유료로 전환하여 사용자가 급감하였다.
2002년 10월에 네이버가 지식iN 서비스를 오픈하면서 "네이버에 물어 봐"라는 캐치프레이즈의 광고를 방영하였고, 2003년10월 블로그 서비스와 12월 카페iN 서비스를 시작하면서 "다음에 잘하겠다는 말 믿지 말랬잖아" 등의 캐치프레이즈를 내건 광고로 다음 카페를 겨냥한 공격적인 마케팅을 전개하였다. 지식인 등의 서비스가 각광을 받으면서 네이버는 2003년부터 코리안클릭이 집계한 순방문자 수(Unique Visitors, UV)에서 야후! 코리아를 추월하였고, 2004년에는 다음을 추월하면서 포털 사이트 1위로서의 지위를 공고히 하였다.
한편 2002년 4월 다음은 하루에 1,000통 이상의 이메일을 보내는 업체에게 이메일의 상업성 정도에 따라 1통당 최대 10원의 요금을 부과하는 온라인 우표제를 강행하였으나, 온라인 사업자들은 다음 메일 계정으로의 가입을 제한하고 등록된 다음 메일 계정을 다른 메일로 전환하는 것을 권유하는 등으로 강력하게 반발하였다. 다음은 "업계에서 가장 많은 화이트 IP를 보유하게 되었다"며 2005년 6월 온라인 우표제를 폐지하였다.
|        | 2001년 11월 | 2002년 11월 | 2003년 11월 | 2004년 11월 | 2005년 11월 | 2006년 11월 | 2007년 11월 | 2008년 11월 | 2009년 11월 | 2010년 11월 |
| ------ | ----------- | ----------- | ----------- | ----------- | ----------- | ----------- | ----------- | ----------- | ----------- | ----------- |
| 네이버 | 16,214,996  | 18,441,548  | 21,497,226  | 25,582,251  | 27,564,509  | 27,931,053  | 30,416,405  | 31,066,912  | 31,116,790  | 30,978,725  |
| 다음   | 17,753,215  | 20,271,064  | 22,212,469  | 25,753,762  | 26,773,243  | 26,491,937  | 28,698,740  | 29,301,059  | 28,738,809  | 28,481,850  |
| 야후   | 16,806,850  | 18,635,300  | 18,949,418  | 20,284,002  | 21,199,205  | 18,928,434  | 19,095,205  | 17,187,794  | 17,523,699  | 14,855,171  |

2005년에 엠파스는 다른 포털 사이트의 데이터를 모두 같이 검색할 수 있는 검색 서비스인 열린 검색을 공개하였으나 NHN은 열린 검색에 대한 반감을 나타냈으며 지식in의 주소 체계를 변경하면서 열린 검색에서의 접근이 막히는 일도 일어났다. 엠파스는 2006년 SK 커뮤니케이션에 인수되었으나 별다른 시너지 효과를 내지 못하였고 결국 2009년 2월에 네이트에 통합되었다. 2010년에 네이버가, 2012년에는 다음이 야후의 자회사인 오버추어와의 계약을 중단하고 독자적인 광고 영업을 시작하겠다고 통보하자 하락하는 검색 시장 점유율을 회복하지 못하고 오버추어의 수익으로 적자를 매우던 야후! 코리아는 결국 2012년 포털 서비스를 중단하고 대한민국 시장에서 철수하였다. 무리한 서비스 유료 전환으로 사용자의 외면을 받은 프리챌도 사용자를 복귀시키는 데에 실패하고 2013년 2월 18일에 서비스를 종료하였다. 2014년 5월에는 다음커뮤니케이션과 모바일 메신저 업체인 카카오가 합병을 발표하고, 10월에 합병 작업을 완료하여 공식적으로 다음카카오로 출범하였다. 2015년에는 다음카카오가 카카오로 명칭을 변경하였다.

## 뉴스 서비스
1998년 야후 코리아가 대한민국에서 최초로 언론사로부터 뉴스를 공급받아 뉴스를 제공하기 시작하였으나 당시 포털 사이트는 뉴스를 주요 서비스로 인식하지 않았으며, 포털을 통해 뉴스 정보를 소비하는 이용자도 많지 않았다. 또한 당시 언론사가 운영하는 사이트의 이용자 수가 포털 사이트의 이용자 수보다 많았기 때문에 포털 사이트의 뉴스 서비스는 기존 언론사 사이트에 그다지 위협이 되지 않았고 포털과 뉴스의 결합이 초래할 위력에 대해 주목하는 사람은 많지 않았다.
2002년 FIFA 월드컵과 대통령 선거를 계기로 인터넷을 통한 정보 이용과 게시판 활동 등이 급격하게 증가하자 포털 사이트들은 월드컵, 선거 등이 치러지는 시기에 정보 수요가 급증하는 것을 확인하고 뉴스의 상업적, 서비스적 가치에 관심을 기울이기 시작하였다. 포털 사이트들은 뉴스 서비스의 형태를 다양한 언론사들로부터 정보를 종합하고 목록을 보여주는 서비스로 발전시켰으며 포털 사이트가 뉴스 서비스를 강화한 2002년과 2003년을 기점으로 포털에서의 뉴스 소비량은 기존 언론사 사이트의 뉴스 소비량을 앞지르기 시작하였다.

## 사전 서비스
1999년 다음이 어학사전을 서비스하기 시작하였고, 2000년에 네이버가 어학사전을 서비스하기 시작하였다. 2006년 네이버가 국립국어원과 표준국어대사전을 도입하는 협약을 맺었으며 2008년 다음이 글로벌 세계 대백과사전의 저작권을 취득하여 GFDL 또는 CC BY-SA 3.0 라이선스로 공개하였다. 2012년에는 다음이 스마트폰 카메라로 촬영하면 문자를 인식하여 사전을 검색해 주는 다음 사전 앱을 공개하였다. 네이버는 2013년 자사에서 제공하는 어학사전을 12종에서 18종으로 늘렸으며, 다음은 2014년에 한국외국어대학교와 제휴하여 자사에서 제공하는 어학사전을 6종에서 25종으로 늘렸다. 한편 네이트는 2014년 1월에 자사에서 서비스하던 사전 5종의 제공을 중단하였다.

## 악성 댓글 자율 규제
2008년 10월 22일 네이버는 사용자들의 악성 댓글 남발을 막기 위해 이용자당 하루 댓글 작성 수를 10개로 제한하고, 욕설은 물론 음란한 단어 등을 금칙어로 지정하는 등 악성 댓글 사전 방지에 힘을 쏟았다. 또한 댓글에는 '댓글 지수'를 도입해 특정 댓글 지수 이하의 댓글은 화면에 뜨지 않도록 자동적으로 조절하는 방안도 마련했다. 아울러 네이버는 댓글 모니터링도 대폭 강화했는데, 430명의 모니터링 요원이 3교대로 각 게시물을 모니터링하고 있고, 인터넷상에서 심각한 허위사실 유포 행위를 겪은 배우 최진실의 경우처럼 중대한 이슈가 발생했을 경우에는 댓글 작성을 원천 차단하는 등 근본적인 예방 대책을 도입키로 했다.
싸이월드는 2008년 10월 20일 '선플(선한 댓글) 달기 캠페인'을 진행하며 악성 댓글 근절에 나섰다. 이 캠페인 기간 중 '클린 캠페인 미니홈피'를 만들어 사용자들이 선플 홍보용 이미지들을 스크랩하면 미니홈피 배경 화면을 무료로 제공하는 이벤트도 펼쳤다. 2008년 10월 22일 선플달기국민운동본부와 '선플 달기 서명 운동'도 시작했다. 이와 함께 다양한 선플 홍보용 이미지와 배경 화면을 제작하여 네티즌들이 선플을 달 수 있는 문화를 조성해 나간다는 방침을 정했다.
네이트는 2009년에 대한민국 포털 사이트 중 처음으로 댓글에 '완전 실명제'를 도입했는데, 다른 포털 사이트와 달리 제한적 본인 확인제보다 강력한 '완전 실명제'를 적용하였다. 다른 포털 사이트들은 처음 댓글을 쓸 때에만 본인 여부를 확인하고 이후에는 아이디만 표시하는 제한적 본인 확인제를 적용했다. 네이트가 '완전 실명제'를 도입했을 때 뉴스 서비스의 방문자수가 감소할 것이라는 우려가 있었고 표현의 자유를 침해한다는 등 많은 논란을 빚었으나 SK커뮤니케이션즈는 우려와는 달리 신뢰성을 높여 '네이트 베플'과 같은 문화를 만들고 충성도 높은 이용자를 확보하며 성공적으로 서비스를 이끌었다. 하지만 2012년 8월에 헌법재판소가 제한적 본인 확인제에 위헌 판결을 내리면서 네이트도 2012년 9월 16일에 '완전 실명제'를 폐지하게 되었다. 이에 대한 대책으로 모니터링 인력을 증원하고 스팸이나 어뷰징 및 유해물에 대한 필터링 시스템 고도화에 투자도 늘리기로 하였고, 뉴스 댓글에 다른 이용자의 신고 등 로직을 이용한 클린지수를 운영하여 이용자의 자율적인 악성 댓글 자제를 유도하고 신고된 댓글은 자동 블라인드시켜 관리자가 확인한 후 모니터링 기준에 따라 재게시 등을 결정한다는 방침을 세웠다.
2008년 10월 22일 파란은 토론 서비스 '티워'에 선플을 달 수 있는 제도적 장치를 마련했고, 악성 댓글 작성자를 수배해 이들의 아이템을 회수함으로써 선플 작성자에게 돌려주는 정책을 펴기로 했다.
2008년 12월 16일, NHN(네이버 운영), 다음, SK커뮤니케이션즈(네이트 운영), 야후! 코리아, KTH(파란 운영), 프리챌, 하나로드림(드림엑스 운영) 등 7개 포털 사이트 대표들은 2009년 1월부터 자율규제협의회를 운영하기로 했다. 이에 따라 각 사 대표는 협의회 내 최고 의사 결정 기구인 이사회를 구성하여 최종 판단을 내리며 이사회에서 결정이 내려지면 회원사는 해당 게시물을 지워야 한다. 이는 포털 사이트 1개사가 위법성과 유해성을 판단하기 어려운 게시글에 대해 7개사가 머리를 맞대 처리하겠다는 것으로, 방송통신심의위원회, 사법기관 등의 결정에 앞서 민간 차원에서 일종의 1심 제도를 마련하는 셈이다. 이를 통해 악성 댓글 피해자는 포털 사이트들마다 일일이 게시글을 지워달라고 요청해야 하는 번거로움을 줄 수 있다.